# Seidasčuolmmarivier
De Seidascuolmmarivier (Zweeds: Seidascuolmmajohka) is een rivier die stroomt in de Zweedse gemeente Kiruna. De rivier krijgt haar water, net als haar buurrivier Seidasrivier van de Seidas, een berg van ongeveer 650 meter hoogte. De Seidascuolmmarivier krijgt haar water van de noordoosthellingen van de berg, stroomt daarna oostwaarts en levert haar water na 6 kilometer aan de Tavvarivier.
Afwatering: Seidascuolmmarivier → Tavvarivier → Lainiorivier → Torne → Botnische Golf